# Episodi di The Walking Dead: Daryl Dixon (seconda stagione)
La seconda stagione della serie televisiva The Walking Dead: Daryl Dixon, intitolata The Book of Carol e composta da sei episodi, è stata trasmessa negli Stati Uniti sul canale via cavo AMC dal 29 settembre al 3 novembre 2024.
In Italia è andata in onda su Sky Atlantic dal 23 giugno al 7 luglio 2025.
| nº | Titolo originale             | Titolo italiano                 | Prima TV USA      | Prima TV Italia |
| -- | ---------------------------- | ------------------------------- | ----------------- | --------------- |
| 1  | La Gentillesse Des Étrangers | La gentilezza degli sconosciuti | 29 settembre 2024 | 23 giugno 2025  |
| 2  | Moulin Rouge                 | Moulin Rouge                    | 6 ottobre 2024    | 23 giugno 2025  |
| 3  | L'Invisible                  | L'invisibile                    | 13 ottobre 2024   | 30 giugno 2025  |
| 4  | Le Paradis Pour Toi          | Il paradiso per te              | 20 ottobre 2024   | 30 giugno 2025  |
| 5  | Vouloir, C'est Pouvoir       | Volere è potere                 | 27 ottobre 2024   | 7 luglio 2025   |
| 6  | Au Revoir Les Enfants        | Arrivederci, ragazzi            | 3 novembre 2024   | 7 luglio 2025   |

## La gentilezza degli sconosciuti
- Titolo originale: La Gentillesse Des Étrangers
- Diretto da: Greg Nicotero
- Scritto da: Shannon Goss

### Trama
Daryl è tornato al Nido insieme a Laurent, dove gli insegna a combattere e a difendersi, ma Losang gli chiede di smettere perché ha paura dell'impatto che possa avere sul ragazzo tutta questa violenza. Durante una riunione, Losang informa gli altri che Genet ha catturato Fallou ed Emile per scoprire dove si trova il Nido, e dice che manderà qualcuno a salvarli ma restando cauti, mentre Sylvie vorrebbe andare subito. Daryl non è più sicuro di voler restare al Nido, ma deve aspettare una nuova nave, e intanto si rammarica delle persone che ha lasciato.
Intanto Carol, dopo aver ritrovato la moto di Daryl, segue le sue tracce fino ad una vecchia stazione di benzina, e dopo aver minacciato alcuni uomini con la balestra di Daryl, riesce a farsi dire che il suo amico è stato imbarcato su una nave diretta in Francia venuta in America a caricare vaganti. Alla guida, Carol viene distratta da un aeroplano ed ha un incidente, così è costretta a proseguire a piedi. Quando fa buio la donna si imbatte in un uomo, Ash, che cura la sua serra all'interno di una recinzione, così finge di essere in pericolo per farsi aiutare. Ash le propone di dormire nel fienile, ma mentre lo apre a Carol torna in mente il momento in cui, molti anni prima, dal fienile di Hershell è uscita sua figlia Sophia. Carol scopre che l'aeroplano che ha visto il giorno precedente è quello di Ash che ogni pomeriggio sorvola il luogo, e si offre di trovare dei pezzi di ricambio per l'auto di Carol, mentre lei tenta di convincerlo che avendo un aeroplano potrebbe andare ovunque. Rimasta sola, Carol è insospettita dalla serra e tenta di entrare ma scopre che è chiusa con un sistema elettronico, così come il cancello. Il generatore ha un guasto, e visto che non riesce a riattivarlo decide di controllare la serra, dove vi è la tomba del figlio di Ash, Avi. Il guasto ha causato anche l'apertura del recinto permettendo ai vaganti di entrare nella proprietà. Carol si rifugia nella serra e riesce a fuggire dal tetto, proprio mentre torna Ash che uccide i vaganti e si arrabbia con la donna poiché ha profanato la tomba del figlio. Ash si confida con Carol e la invita a restare per cena, mettendo sul tavolo una rosa cherokee, la stessa che le aveva raccolto Daryl ai tempi della fattoria. Anche Carol si confida con Ash, parlandogli di suo marito Ed e di Sophia, ma mentendo sulla loro morte, infatti dice che appena prima dell'apocalisse Ed aveva portato Sophia in viaggio in Francia e non sono più potuti tornare. Ash capisce che in realtà Carol vuole che la porti in Francia con il suo aeroplano e si arrabbia nuovamente, così al mattino Carol riparte da sola. Poco dopo Ash la raggiunge e la invita a tornare a casa così da poter preparare la partenza. Quella sera si avvicina una tempesta e un fulmine colpisce il generatore, una scintilla colpisce alcuni serbatoi di etanolo nella serra facendolo incendiare. Senza elettricità il recinto si apre nuovamente e così i due sono costretti a partire subito. 
Al Nido, Daryl decide di partire con la spedizione mandata da Losang per salvare i suoi amici mentre li trasportano ad un'altra base. Il piano pacifista di Losang non va a buon fine, così Daryl prende l'iniziativa e attacca, riuscendo a salvare Emile e Fallou e a ferire Genet che riesce a scappare. Intanto Losang e i suoi collaboratori più fidati stanno organizzando una cerimonia segreta per Laurent di cui le suore non devono sapere niente.
- Guest star: Manish Dayal (Ash), Eriq Ebouaney (Fallou Boukar).
- Altri interpreti: Tristan Zanchi (Emile Thibault), Nassima Benchicou (Jacinta), Mouloud Ayad (Gilbert), Théo Costa-Marini (Mathis), Gilbert Glenn Brown (Jones), Craig Gellis (Grady), Tercelin Kirtley (Drew).
- Ascolti USA: telespettatori 576 000 – rating 18-49 anni 0,32%[3]

## Moulin Rouge
- Diretto da: Daniel Percival
- Scritto da: Keith Staskiewicz

### Trama
Daryl e gli altri tornano vittoriosi al Nido, ma Losang è preoccupato dalla crescente influenza dell'uomo su Laurent. Isabelle è preoccupata perché Daryl presto se ne andrà, così la invita ad andare con lui insieme a Laurent. Il mattino seguente Laurent non è nella sua stanza, e Jacinta dice di aver visto due uomini scalare il muro, quindi Daryl, Isabelle, Fallou, Emile e altri membri del Nido partono in direzione Parigi alla ricerca del piccolo nuovo Messia. Al Nido, Sylvie si accorge che una cameriera sta portando un piatto con una focaccia in una torre, così la segue e scopre che Laurent non è stato rapito ma è tenuto lì insieme a Losang, che ha preparato una cerimonia per l'indomani in cui metteranno il ragazzo alla prova in mezzo ai vaganti per dimostrare che è il Messia. Intanto i membri del Nido che hanno accompagnato Daryl e i suoi amici si rivoltano tentando di ucciderli, ma riescono a sconfiggerli. Emile però mostra di far parte degli aggressori che dovevano uccidere Daryl per paura che potesse portare via Laurent, per questo non voleva che Fallou e Isabelle andassero in missione, ma alla fine è la suora a sparargli. Daryl, Isabelle e Fallou ritornano al Nido, ma non possono entrare finché non si sarà abbassata la marea, mentre aspettano Isabelle dice a Daryl che quando avranno ripreso Laurent partiranno con lui e i due si baciano. Losang scopre che Jacinta ha cambiato i suoi ordini, infatti egli voleva solo tenere lontano per un po' Daryl e gli altri, ma la donna ha ordinato di ucciderli e così si arrabbia con lei.
Carol e Ash hanno un guasto all'aeroplano e sono costretti ad atterrare in Groenlandia, dove vengono subito accerchiati dai vaganti ma vengono salvati da due donne, Eun e Hanna, che li accolgono nel loro rifugio. All'inizio Eun e Hanna si mostrano disponibili ad aiutare i due stranieri, ma mentre Eun accompagna Ash a riparare l'aeroplano, Hanna vuole uccidere Carol dicendole di aver perso a testa o croce con la sua amica, e che quindi lei deve sporcarsi le mani mentre l'altra potrà usare Ash per avere un figlio. Carol convince Hanna a non ucciderla dicendole che l'avrebbe portata in viaggio con sé, ma quando Eun torna prova ad uccidere lei stessa Carol, ma Hanna riesce a fermarla con un dardo in fronte. Carol e Hanna si dirigono verso l'aeroplano, ma quando sono a pochi passi quest'ultima viene colpita con una pistola lanciarazzi e muore. Ash, incatenato all'aeroplano, le ha sparato convinto che volesse ancora uccidere Carol, che lo ringrazia senza dirgli del loro accordo per non turbarlo, essendo la prima volta che uccide una persona. I due finalmente riprendono il volo. Ash e Carol finalmente atterrano in Francia, ma Carol convince il suo amico a separarsi, così da non rischiare che accada qualcosa all'aeroplano e per non essere costretta a rivelargli il vero scopo del viaggio. I due si danno appuntamento tra due settimane all'aeroplano e così Carol parte verso Parigi, dove si imbatte in una camionetta militare e decide di seguirla. I soldati di Genet allestiscono un campo in cui le persone possono ottenere del cibo, ma il realtà il vero scopo è quello di arruolare nuovi soldati, e anche Carol viene presa. Carol viene caricata su un camion insieme agli altri volontari e arrivano alla base di Genet, che intanto sta torturando Stephane per scoprire dove si trovano la suora, il ragazzo e l'americano.
- Guest star: Manish Dayal (Ash), Eriq Ebouaney (Fallou Boukar).
- Altri interpreti: Tristan Zanchi (Emile Thibault), Tatiana Gousseff (Sabine), Nassima Benchicou (Jacinta), Théo Costa-Marini (Mathis), Minami (Eun), Maria Erwolter (Hanna), Walid Caïd (Tarim), François Perache (Remy), Constantin Vidal (viaggiatore guerriero).
- Ascolti USA: telespettatori 497 000 – rating 18-49 anni 0,28%[4]

## L'invisibile
- Titolo originale: L'Invisible
- Diretto da: Michael Slovis
- Scritto da: Lisa Zwerling

### Trama
In un flashback, Marion Genet e Sabine sono addette alle pulizie del Louvre, che si preparano a scioperare dopo gli abusi da parte dei supervisori; quando scoppia l'apocalisse Genet cerca di far entrare suo marito nel museo, ma assiste invece alla sua morte da parte dei vaganti.
Carol conosce Genet davanti al quadro della Gioconda, poi le viene assegnato un nuovo impiego in cucina, mentre al suo nuovo amico Remy nelle stalle. Remy, un vecchio insegnante di inglese che cerca suo marito, spiega a Carol che i militari si stanno preparando ad attaccare il Nido, ma nessuno sa ancora dove si trovi. Insieme scoprono che altre persone vengono portate nel bosco e uccise, ma prima che si trasformino gli viene iniettato un siero dal dottor Lafleur. Sylvie intanto viene rinchiusa da Losang, ma riesce a scappare per cercare Laurent ed impedire il rito, ma per sfuggire alle guardie cade da una balconata e muore. La cerimonia di Laurent ha inizio, e Losang gli offre una miscela da bere per renderlo inerme, intanto Isabelle, Daryl e Fallou arrivano al Nido ed iniziano a scalarlo per poter entrare. Losang fa entrare un vagante che dovrà mordere Laurent, e se resterà vivo come sperano allora avranno la certezza che sarà il nuovo Messia, ma quando viene mostrato il vagante si scopre che è Sylvie. Daryl, che insieme agli altri si è mescolato tra la folla finisce la suora mentre sta per addentare il ragazzo. Daryl dice a Isabelle e Fallou di portare Laurent fuori, che dovrà condurli nel loro posto segreto, una grotta dove si allenavano, intanto lui distrarrà le guardie e si vedranno il giorno dopo, ma presto viene catturato. Carol riesce ad intrufolarsi dove vengono tenuti i prigionieri per servirgli lo stufato e inizia a chiedere di Daryl, trovando Stephan Codron che dice di conoscerlo e le mostra quanto gli è costato farlo scappare, infine le rivela anche il luogo del Nido ma le raccomanda di trovarlo prima di Genet. Carol decide di scappare per andare dal suo amico e vorrebbe portare Remy con sé, ma l'uomo non vuole andarsene senza aver trovato suo marito. Carol ruba un cavallo, ma viene subito fermata da un intero plotone e portata da Genet. Remy ha rivelato il piano di Carol a Genet per poter riavere suo marito, potendo così ritornare a Parigi. Carol racconta a Genet la vera storia di come è arrivata in Francia, ma dice che ha seguito Daryl per ucciderlo. La donna le rivela che ha scoperto il luogo in cui si nasconde e che ha organizzato un convoglio per il giorno seguente, quindi chiede a Carol di unirsi a loro così da poterlo uccidere con le sue mani. Laurent si sente in colpa per coloro che hanno perso, Isabelle torna indietro a cercare Daryl ma anche lei viene catturata e ferita. Vicino al Nido, Genet si prepara a uccidere le sue truppe, tra cui Carol, e trasformarli in vaganti potenziati come armi per il suo attacco.
- Guest star: Eriq Ebouaney (Fallou Boukar), François Delaive (dott. Lafleur).
- Altri interpreti: Tatiana Gousseff (Sabine), Nassima Benchicou (Jacinta), David Baïot (Adrien), Zélie Brault (Agathe), Kamel Laadaili (Jean), François Perache (Remy), Mouloud Ayad (Gilbert).
- Ascolti USA: telespettatori 579 000 – rating 18-49 anni 0,32%[5]

## Il paradiso per te
- Titolo originale: Le Paradis Pour Toi
- Diretto da: Michael Slovis
- Scritto da: Jason Richman e David Zabel

### Trama
Losang preleva Isabelle per interrogarla, ma la donna riesce a liberarsi e a colpirlo, così lui la pugnala. All'esterno, Carol riesce a salvarsi dal massacro di Genet nascondendosi sotto un cadavere, ma quando i morti si risvegliano la sua copertura salta, così fugge su un ATV con Codron incatenato sul retro per fare da esca ai vaganti. Dopo essere stato liberato, Codron difende il Nido per proteggere Laurent. Isabelle, debole e ferita, è determinata a liberare Daryl, ma quando viene raggiunta da un vagante viene salvata da Carol che si prende cura di lei, e dopo essersi presentata scopre dove è tenuto prigioniero il suo amico. Carol trova Daryl e i due possono finalmente riabbracciarsi, poi vanno da Isabelle, che riesce a dire addio a Daryl prima di morire. Daryl e Carol allora si incamminano verso la grotta in cui avrebbero dovuto incontrare Laurent e Fallou, ma scoprono che sono già andati via e si mettono a seguire le loro tracce. Genet cattura Losang per farsi dire dove si nascondono il ragazzo e l'americano, ma lui, radicato nella sua fede, è convinto che Dio abbia allontanato Laurent dal Nido non per proteggerlo dallo stesso Losang ma per salvarlo da Genet. Durante il cammino Carol aggiorna Daryl e intanto tenta di convincerlo a tornare in America. Seguendo un sentiero i due trovano una casa dove vivono una coppia di anziani, Didi e Theo, che li accolgono calorosamente. I due infatti, avendo già ospitato Laurent e Fallou e avendogli dato un'auto per raggiungere Parigi, si aspettavano l'arrivo di Daryl e suor Isabelle. Didi infatti pensa che Carol sia Isabelle. Theo aiuta Daryl a ripare un'auto, ma poco prima che i due possano ripartire arrivano Genet e i suoi uomini. Theo infatti li ha venduti a Genet, ma Didi li nasconde per farli scappare. Quando però Marion dà l'ordine di uccidere i due, Carol interviene e inizia a sparare. Carol e Daryl riescono a mettere alle strette Genet, così Carol le spara nella schiena il suo siero, che le fa comparire bolle sul viso e muore in agonia. Quando i due ritornano dagli anziani scoprono che Didi è stata uccisa, così dopo aver aiutato Theo a seppellirla partono per Parigi. Al Nido arriva la notizia che Genet è morta, e il suo secondo in comando, Sabine e Pouvoir si alleano con Losang; predicando "il perdono", unisce le due fazioni nella caccia di Laurent, che li condurrà alla "terra promessa".
- Guest star: François Delaive (dott. Lafleur).
- Altri interpreti: Tatiana Gousseff (Sabine), Nassima Benchicou (Jacinta), Kamel Laadaili (Jean), François-Éric Gendron (Theo), Marie-Christine Adam (Didi), Serge Feuillard (Jean-Luc).
- Ascolti USA: telespettatori 480 000 – rating 18-49 anni 0,27%[6]

## Volere è potere
- Titolo originale: Vouloir, C'est Pouvoir
- Diretto da: Daniel Percival
- Scritto da: Jason Richman e David Zabel

### Trama
L'auto di Daryl e Carol ha un guasto così decidono di proseguire a piedi fino al punto d'incontro con Ash. Carol è molto tesa e insiste per andare dal suo amico da sola, Daryl non cede e l'accompagna, ma Ash, che ha barricato l'aereo e piazzato delle trappole, non c'è. Ash infatti, andato alla ricerca di carburante, si ritrova inseguito dai vaganti e si nasconde in un'auto prima di svenire. Fallou si ricongiunge al suo gruppo insieme a Laurent, e alla loro porta si presenta Stephane Codron in cerca di aiuto, l'uomo vorrebbe cacciarlo via ma il ragazzo racconta ciò che ha fatto per lui e Daryl. Daryl e Carol arrivano finalmente da Fallou, e così l'americano è costretto a raccontare a Laurent di Isabelle, mentre lei chiede aiuto per cercare il pilota. Laurent dice a Daryl di non voler andare in America perché lì è felice e ha trovato la pace, Carol intanto ha una nuova visione di Sophia. Fallou dice che c'è un solo modo per trovare informazioni su Ash: andare al Demimonde, il locale notturno che gestiva Quinn. Qui scoprono che adesso è Anna al comando, e mentre parlano Carol nota uomini di Genet che stanno appendendo la Gioconda nel night club. Anna dice di non sapere nulla di un altro americano ma ha visto un aereo atterrare e ha mandato i suoi uomini a controllare ma non sono più tornati. Carol riconosce una tanica di etanolo di Ash e scoprono che è arrivata dalla Maison Mère, così Daryl prende un'auto e partono. Intanto, i soldati adesso comandati da Sabine fanno irruzione al rifugio di Fallou, guidati da Losang che cerca ancora il ragazzo. Stephane prontamente si nasconde insieme a Laurent. I membri della comunità dicono di non sapere nulla di Laurent da quando lo hanno mandato al Nido, e stanno quasi per convincere Losang, ma l'uomo nota il suo cubo di Rubik, capisce che lo stanno nascondendo e dà l'ordine di cercarlo. Carol e Daryl arrivano alla Maison Mère ma la trovano distrutta e invasa dai vaganti. Daryl mostra a Carol la cella in cui venivano portati i prigionieri per ucciderli e fare esperimenti su di loro quando si risvegliavano, ma Ash non è tra quelli. Vedono allora un'auto nel cortile circondata da morti e capiscono che all'interno c'è ancora qualcuno vivo. I due si fanno strada tra i vaganti e si nascondono anche loro in auto, dove trovano Ash ancora svenuto, e si ritrovano di nuovo circondati. Daryl trova nella macchina una valigetta con del siero, così lo spara su due vaganti che iniziano a mordere tutti gli altri facendoli esplodere, potendo così raggiungere la loro auto e andarsene. Fallou si accorge che i soldati stanno per trovare il nascondiglio di Stephane e Laurent, così esce allo scoperto per permettergli di scappare. Daryl lascia Ash nel luogo dove è nascosto l'aeroplano, con Carol che si prende cura di lui, e parte alla ricerca di etanolo. Quando Ash si sveglia trova Carol che sta preparando la partenza, capisce quindi che non ha trovato la figlia, e lei, che non ha ancora il coraggio di raccontare la verità, gli dice che è morta. Daryl torna al Demimonde, dove trova Laurent e Stephane, e Anna gli procura tutto l'etanolo necessario. Daryl invita nuovamente Laurent a seguirlo in America, e lui ammette di non voler andare perché teme che possa morire per proteggerlo. Losang e i suoi arrivano al Demimonde, Valery fa scappare Daryl, Laurent e Stephane, ma Jacinta trova un passaggio nascosto. I tre si ritrovano nelle catacombe, inseguiti dai soldati, così decidono di separarsi e Daryl nasconde Laurent dicendo di aspettarlo finché non torna. Daryl e Stephane riescono ad uccidere tutti i soldati, ma si ritrovano ad affrontare rispettivamente Losang e Jacinta. Codron mette al tappeto la donna, mentre Losang inizialmente ha la meglio su Daryl, ma poi riesce ad ucciderlo con un teschio e i tre si riuniscono. Carol racconta la verità ad Ash, che si arrabbia per essere stato manipolato. All'uscita dalle catacombe Daryl ringrazia Stephane e fanno pace, nel frattempo Anna gli ha preparato una nuova auto con l'etanolo di cui aveva bisogno. Daryl chiede di nuovo a Laurent di andare con lui, e questa volta il ragazzo accetta, ma quando arrivano al rifugio di Carol e Ash, il pilota dice che l'aeroplano è in grado di volare solo con tre persone a bordo.
- Guest star: Manish Dayal (Ash), Eriq Ebouaney (Fallou Boukar), Lukerya Ilyashenko (Anna Valery).
- Altri interpreti: Chrystal Boursin (Nadine), Tatiana Gousseff (Sabine), Nassima Benchicou (Jacinta), Théo Costa-Marini (Mathis), Sabine Pakora (Sonia), Mouloud Ayad (Gilbert), Hugo Bardin (Coco), Ferdinand Niquet-Rioux (Pierre).
- Ascolti USA: telespettatori 504 000 – rating 18-49 anni 0,30%[7]

## Arrivederci, ragazzi
- Titolo originale: Au Revoir Les Enfants
- Diretto da: Daniel Percival
- Scritto da: Jason Richman e David Zabel (sceneggiatura); Laura Snow (soggetto)

### Trama
Daryl e Carol discutono su chi di loro rimarrà a terra, anche se Daryl convince Ash a portare Laurent nel Commonwealth. In seguito, Carol restituisce la balestra a Daryl. Stephane, Fallou e Akila vanno a caccia di provviste, ma vengono attaccati da Sabine e dai suoi uomini ma riescono a liberarsi. Anche Anna viene raggiunta da Jacinta e altri soldati e fanno un accordo in cui lei consegna Laurent ma si tiene l'aeroplano e il pilota. Fallou e Stephane raggiungono il gruppo di Daryl e li informano che Jacinta e Sabine stanno arrivando e che devono partire subito. Anna porta le due donne in un tunnel sostenendo che l'aereo si trovi dall'altra parte, ma è una trappola poiché lì ci sono solo vaganti. Jacinta viene morsa ma riesce a scappare insieme ai suoi e rinchiude Anna che viene divorata. Mentre provano il motore, i soldati sentono il rumore dell'aereo e iniziano ad attaccare, così Ash, Laurent e Carol sono costretti a partire subito, mentre Stephane, Fallou e Daryl li tengono occupati. Poco prima che l'aereo decolli, Carol sceglie di rimanere e colpisce un nemico vicino al velivolo. Jacinta, sconvolta, si suicida. Daryl, Carol, Codron, Akila e Fallou raggiungono un vecchio casale dove vivono Angus e Fiona, una coppia di scozzesi, amici di Fallou che li guideranno in Inghilterra. Daryl rivela la verità sulla morte di Michel a Codron mentre Fallou decide di rimanere in Francia con Akila, essendosi innamorato di lei. Il mattino seguente, Angus e Fiona accompagnano Daryl, Carol e Codron nel tunnel della Manica e, dopo pochi metri, trovano un posto di blocco con diversi soldati e vaganti inglesi morti che sono bioluminescenti. Gli effetti psicoattivi del guano di pipistrello causa in ognuno di loro delle allucinazioni. Carol rivede ancora una volta sua figlia Sophia trasformata e decide di seguirla attraverso una porta d'emergenza, e si imbatte in altri vaganti e una di questi è lei stessa e ma riesce comunque ad ucciderla e finalmente vede il volto di sua figlia prima della trasformazione. Stephane lotta con un vagante che ha il volto di suo fratello, ma quando Daryl lo salva, l'uomo lo pugnala convinto che abbia ucciso suo fratello da vagante e fugge. Daryl allora ritorna al posto di blocco ad afferrare delle maschere antigas, ma Angus e Fiona lo colpiscono e prendono loro le maschere. In un'allucinazione, Daryl vede Isabelle avvicinarsi e le mormora di non perdere la speranza e che non morirà in Francia come suo nonno. Angus intanto gli punta la pistola alla testa, ma lui si rialza ed uccide entrambi riprendendo le maschere. Mentre Isabelle gli augura buona fortuna, Daryl si ricongiunge con Carol e insieme proseguono il viaggio verso l'Inghilterra.
- Special guest star: Clémence Poésy (Isabelle Carriere).
- Guest star: Manish Dayal (Ash Patel), Eriq Ebouaney (Fallou Boukar), Lukerya Ilyashenko (Anna Valery).
- Altri interpreti: Tatiana Gousseff (Sabine), Paul Deby (Michel), Chrystal Boursin (Nadine), Nassima Benchicou (Jacinta), Soraya Hachoumi (Akila), Matt Swift (Angus), Sarah McCardie (Fiona).
- Ascolti USA: telespettatori 476 000 – rating 18-49 anni 0,27%[8]